# Noorderbuurt (Hollands Kroon)
Noorderbuurt is een buurtschap in de gemeente Hollands Kroon in de provincie Noord-Holland.
De plaats ligt op het voormalige eiland Wieringen, net ten noorden van Westerland en tussen Dam en De Normer in. Formeel valt Noorderbuurt onder het dorp Westerland. De plaats heeft een andere plaatsbetekenis dan de plaatsnaam misschien zou vermoeden. In tegenstelling tot Zandburen en Noordburen, waar buren nederzetting betekent, afgeleid van Bûr, dat gewoon woning betekent en het een directe naamplaatsing is, is Noorderbuurt pas later als variant op de gebiedsgrond benaming Noordergeest gekomen. Noordergeest wil zeggen het noordelijk hoger gelegen zandgrond. Lange tijd werd Noordergeest gebruikt maar op een bepaald moment is het veranderd, mogelijk omdat er iets meer bewoning kwam en daardoor de duiding buurt of buren kreeg. De plaatsnaam was in ieder geval in 1866 al Noorderbuurt.
De plaats is net als in 1866 nog steeds een kleine plaats, met een aantal boerderijen en woningen.
Tot 31 december 2011 behoorde Noorderbuurt tot de gemeente Wieringen die per 1 januari 2012 in een gemeentelijke herindeling is opgegaan in de gemeente Hollands Kroon.
Dorpen en gehuchten: Anna Paulowna · Barsingerhorn · Breezand · Den Oever · Haringhuizen · Hippolytushoef · De Haukes · Kleine Sluis · Kolhorn · Kreil · Kreileroord · Lutjewinkel · Middenmeer · Moerbeek · Nieuwe Niedorp · Nieuwesluis · Oosterklief · Oosterland · Oude Niedorp · Slootdorp · Smerp · Stroe · De Strook · Terdiek · Tolke (deels) · Van Ewijcksluis · Vatrop · 't Veld · Verlaat (deels) · Westerklief · Westerland · Wieringerwaard · Wieringerwerf · Winkel · Zijdewind

Buurtschappen: Blokhuizen · Dam · De Belt · De Bomen · De Elft · Emaus · Gelderse Buurt · De Gest · Groetpolder · Hanedoes · De Heid · De Hoelm · Hogebieren · Hollebalg · De Kampen · Langereis (deels) · De Leijen · Lutjekolhorn · Mientbrug · Noord-Stroe · Noordburen · Noorderbuurt · De Normer · Poolland · Spoorbuurt · Tin · Vennik (deels) · Wateringskant · De Weel (deels) · De Weere · Westeinde  · Zandburen

Noord-Holland: Steden en dorpen    Nederland: Provincies · Gemeenten